# Callulops boettgeri
Callulops boettgeri és una espècie de granota que viu a Indonèsia.